# ミラマリア
ミラマリアは、日本のお笑いコンビ。2009年10月結成。女性アイドルグループ「アイドリング!!!」の卒業生によるコンビ。

## メンバー
詳細は個人の記事を参照。
滝口 ミラ（たきぐち みら、1989年6月20日 - ）
ボケ担当。ホリプロ所属。元アイドリング!!!5号。大阪府出身、日出高等学校卒業。
HOP CLUBのリーダーとしても活動。 R-1ぐらんぷりには2005年より出場（最高記録は3回戦進出）。
江渡 万里彩（えと まりあ、1993年3月17日 - ）
ツッコミ担当。元松竹芸能所属。元アイドリング!!!4号。千葉県出身。

## 概要
滝口は、結成前よりアイドルとしての活動を中心としつつ、R-1ぐらんぷりへの出場や単独ライブの開催など「お笑い方面」での活動をしており、滝口がアイドリング!!!で共演した江渡を勧誘する形で結成された。
コンビ名は両者の名前に由来。コンビ名は、当初滝口が「ドリアンパフェ」という案を出したものの、江渡の抗議によって現在のものになった。2度のM-1グランプリ出場を経て、2010年より本格的に活動を始めたが、2011年4月より滝口が地元・大阪に拠点を移したため、実質的には活動休止状態となっている。
なお、両者はそれぞれ別の芸能事務所に所属している。

## 来歴
2006年10月、アイドリング!!!にそれぞれ4号・5号として加入。
2007年8月24日に渋谷DUOで行われた、アイドリング!!!1stシングル「ガンバレ乙女（笑）/friend」発売記念スペシャルシークレットイベントにおいて、「イケメン大好きーズ」のコンビ名で、バカリズム作のコント「情熱2007」を披露。
2009年3月18日に行われたライブ「アイドリング!!! 卒業ライブ 〜新たなる旅立ちング!!!〜」で共にアイドリング!!!を卒業。
同年10月、「ミラマリア」結成。「オートバックス M-1グランプリ2009」に出場し、3回戦進出。これは現役女性アイドルとしては初の事である。翌年も引き続き出場し、同様に3回戦敗退となった。
2010年9月、冠番組『ミラマリアッチ』、『ミラマリアのNatural Radio』開始。
同年11月、CD「ミラマリア Presents 1st Variety Disc」を発売。同CD収録の「新しい道」が『AGC38』のイメージソングとなる。

## 出演
個人活動、及びアイドリング!!!としての出演は、当該項目参照。

### テレビ
- ミラマリアッチ（2010年9月3日 -2011年3月 、Pigoo HD・エンタ!371） - MC

### ラジオ
- ミラマリアのNatural Radio - ウェイバックマシン（2010年9月3日アーカイブ分）（2010年9月11日 - 2011年4月、響）
- West East Idol Broadcast Station - ウェイバックマシン（2011年5月20日アーカイブ分）（2011年5月28日 - 、響）

### ライブ
- 「滝口ミラ・江渡万里彩“ミラマリア”お2人様ライブ 両A面」（2009年11月1日、シアターD）
- 「滝口ミラ・江渡万里彩“ミラマリア”お2人様ライブぱーと2」（2010年5月29日、赤坂elebos）

## CD
- ミラマリア Presents 1st Variety Disc（2010年11月19日）